# 폴리베르제르의 바
폴리베르제르의 바(프랑스어: Un Bar aux Folies-Bergère, 영어: A Bar at the Folies-Bergère)는 프랑스 화가 에두아르 마네의 1882년 그림으로, 마네의 마지막 대표작으로 불리는 작품이다.
1882년 파리 살롱에 처음 전시되었으며 프랑스 파리의 폴리 베르제르 (Folies Bergère)라는 실제 술집을 배경으로 삼고 있다. 마네의 절친이었던 작곡가 에마뉘엘 샤브리에가 갖고 있던 그림으로 샤브리에의 집에 있던 피아노 위에 걸어두었다고 전해진다. 현재는 영국 런던의 코톨드 갤러리에 소장되어 있다.

## 상세
당대의 풍경을 자세하게 표현함으로서 마네가 사실주의 회화에 헌신했음을 보여주는 작품 중 하나이다. 작품 속 여러 부분에서 평론가들을 당혹스럽게 만든 표현이 많았으나, 그 중 거의 대다수가 근거가 있기에 그렇게 표현한 것으로 드러났으며, 그것을 밝히는 과정에 있어서도 꾸준히 연구 주제와 논문 대상으로 사랑받았다.
가장 논란이 있었던 부분은 작품 속 중심인물이 되는 바텐더는 거울 앞에 혼자 서 있는데, 뒤쪽의 거울에서는 뒷모습의 바텐더와 바 앞의 남자 손님이 가까이 있는 것처럼 그린 부분이다. 당대의 평론가들은 이런 구도 자체가 비현실적이며 마네가 원근법을 잘 모르는 것 같다는 비판이 일었으며, 그 후로도 이 부분에 대해 논쟁이 이어졌다.
그러나 2000년 마네가 그린 그림 속 배경과 인물을 재현하고, 똑같은 구도와 시점에서 촬영한 재현 사진이 공개되면서 사실 그대로 반영한 표현임이 밝혀졌다. 이 연구에 따르면 바텐더와 남자 손님이 서로 대화를 나누는 것처럼 보였던 뒷 거울의 모습은 사실 일종의 착시였다. 남자는 여자의 바로 앞에 서 있는 것이 아니라 그림 속 시야의 바깥쪽 왼편에 서 있으며, 서로 다른 위치에서 다른 곳을 응시하고 있었다. 또한 시점의 기준선, 즉 그림 속 시야의 주인공이 서 있는 위치는 오른편 캔버스 너머에 있다. 보통 원근법이 적용된 그림을 볼 때면 시점의 기준선이 그림 중앙부에 자리해 있다고 가정하기 때문에 원근법이 틀렸다는 오해가 빚어진 것이었다.

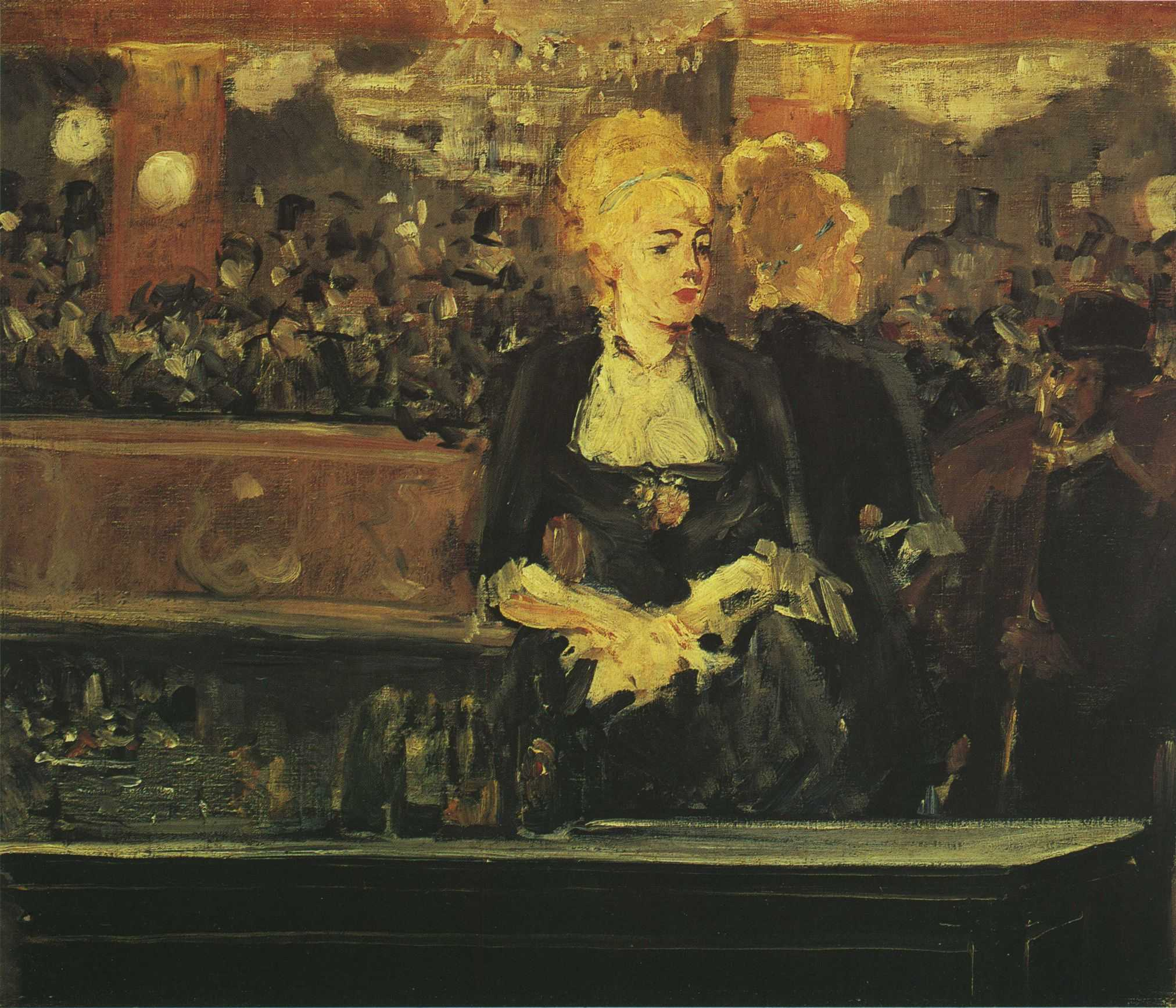
《폴리베르제르의 바》를 위한 습작 (1881년)

현대 평론가들은 그림 뒷배경으로 거울을 둔 점에 대해서도 의미심장한 표현으로 해석하였다. 특히 마네가 존경했던 스페인 화가 디에고 벨라스케스의 걸작 《시녀들》과의 연관성을 짚는 해석이 많았다. 프랑스 철학가 미셸 푸코가 저서 《말과 사물》 (1966년)에서 이 주제에 대해 다룬 이래 상당한 진전을 이룬 담론이기도 하다.
미술사학자 제프리 마이어스(Jeffrey Meyers)는 원근법을 일부러 갖고 놀고 거울이 제대로 비춰지지 않는 것처럼 보이게 표현한 점에 대해 이렇게 해설하였다. "여성의 뒷편에는 거대한 거울의 금색 틀이 130cm에 달하는 그림 전체에 걸쳐 있다. 프랑스 철학자 모리스 메를로퐁티는 거울을 '사물을 안경으로, 안경을 사물로, 나를 타인으로, 타인을 나로 바꾸는 보편적인 마술의 도구'라고 불렀다. 우리 관람객들은 카운터 반대편, 바텐더의 맞은편에 서서 거울에 비친 모습을 보며 바텐더가 보고 있는 것을 고스란히 보게 된다... 한 평론가는 마네의 '사전 습작에서 마네가 오른쪽에 배치된 점이 드러난다'고 지적했다. 반면 완성된 화폭에서는 여성이 시야의 중심점에 있다. 마네는 여성을 오른쪽에서 중앙으로 옮겼지만, 그 반사된 모습은 오른쪽에 계속 두었다. 거울에 비친 여성의 모습은 정면으로 손님과 대화하는 것처럼 보이지만, 얼굴은 완전히 굳어 있고 수세적인 모습으로 위축된 채 멀리 떨어져 있다".
그림 속의 세부묘사가 풍부한 관계로 당시 환경이나 인물에 대한 단서도 알아낼 수 있다. 우선 그림 속의 여성은 실존 인물로, 1880년대 초 '폴리베르제르'에서 바텐더로 일했던 '쉬종' (Suzon)이라는 여성이다. 마네는 그림을 그리는 과정에서 쉬종을 스튜디오로 초대해 위 포즈를 취하도록 하였다고 전해진다. 미술사학자 래리 L. 리고(Larry L. Ligo)에 따르면 마네는 전경에 오렌지 접시를 그려넣음으로써 바텐더가 매춘부임을 드러냈다고 한다. 마네가 평소 자신의 그림에서 오렌지를 매춘과 연관시키는 습관이 있었다는 분석이다. T. J. 클라크는 폴리베르제르가 매춘부로 유명했는데 그 가운데 한 명을 내세워 대표하기 위한 의도였으며, 이를 곧 "판매원인 동시에 상품, 즉 마실 것과 함께 살 수 있는 것"으로 표현하였다고 보았다.
또다른 세부묘사로 왼쪽 상단 모서리에 녹색 신발을 실은 사람의 발이 두 개가 보이는데, 레스토랑 상공에서 손님들을 굽어보며 공연하는 공중그네 달인의 발이다. 오른편에 놓인 맥주병은 붉은 삼각형의 상표가 붙어 있는 베이스 페일 에일이란 브랜드인데, 독일제 맥주가 아닌 영국제 맥주를 일부러 갖다둔 것은 프랑스-프로이센 전쟁 이후 10년이 지난 시점에서 프랑스인들의 반독일 감정을 그대로 담았다는 설이 존재한다.

## 작품 속 등장
1934년 니네트 드 발루아가 안무를 맡고 에마뉘엘 샤브리에가 작곡한 발레 무용극 〈폴리베르제르의 바〉는 이 그림을 기반으로 창작되었다. 1947년 영화 《벨 아미의 사생활》에서는 그림 속 여성을 닮은 여배우와 세트장, 소품을 고스란히 재현한 장면이 등장한다.
1954년 오스트레일리아의 화가 존 브래크의 그림 《바》 (The Bar)에서 《폴리베르제르의 바》의 구도를 따와 멜버른의 어느 술집으로 무대를 바꾸고 암울하고 엄숙한 분위기로 표현하여 아이러니한 분위기를 자아냈다.
1988년 에디 머피의 영화 《구혼 작전》에서는 바텐더가 빨간 드레스를 입은 검은 피부의 여성으로 바뀌고 카운터 접시에 햄버거가 놓여 있는 패러디 그림이 맥도웰의 집에 걸려 있는 장면이 등장한다.

## 같이 보기
- 에두아르 마네의 작품 목록
- 1882년 미술